# Караїмські пиріжки

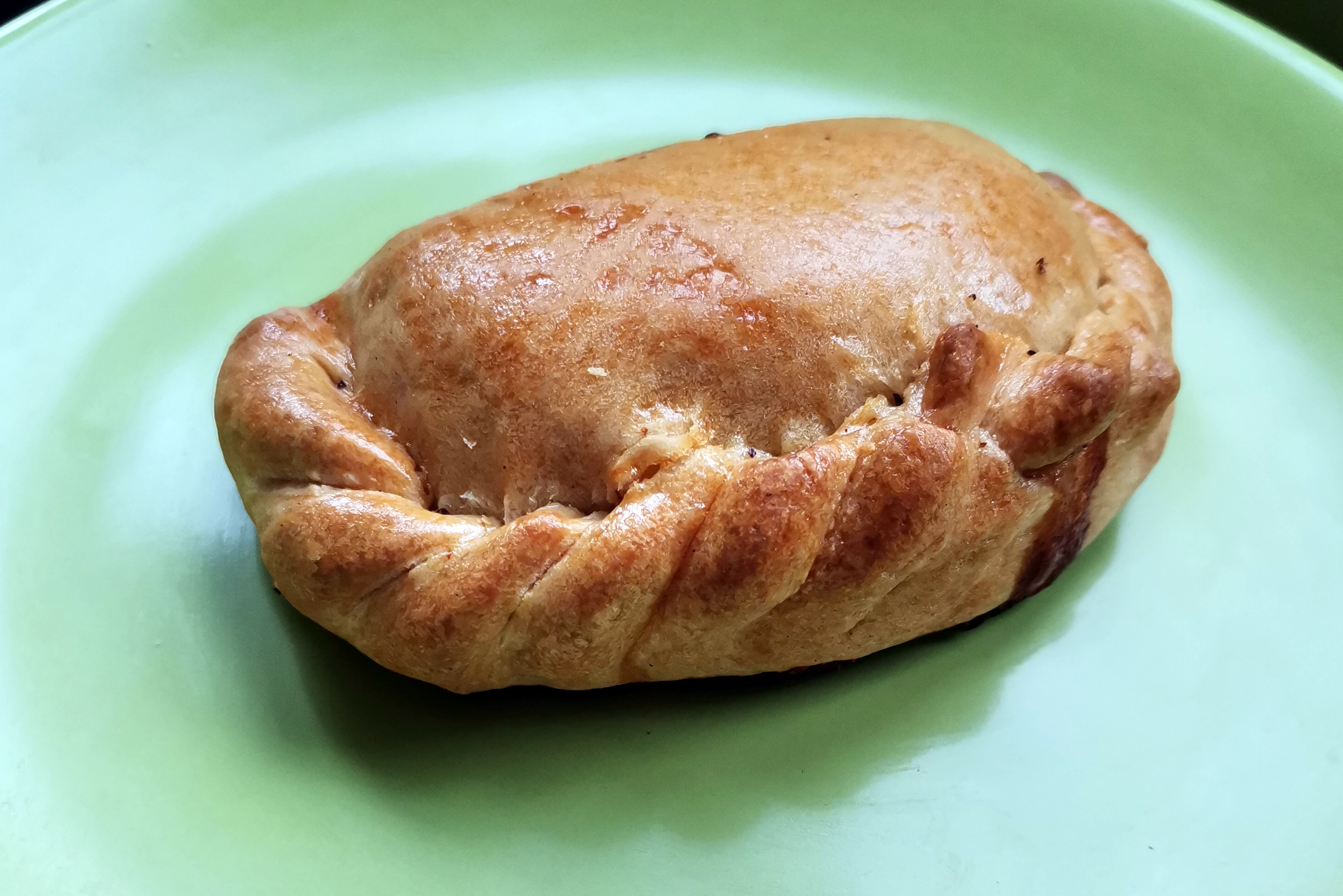
Караїмський пиріжок з м’ясом

Караїмські пиріжки (караїм. — аяклак (українською пиріжок); лит. kibinas) — караїмська національна страва у вигляді запеченого листкового тіста і начинки з рубленої сирої чи вареної баранини (рідше яловичини), або картоплі чи сиру.    
Караїмські пиріжки з м’ясом є найбільш відомою стравою караїмів Мелітополя та інших караїмських громад України, Польщі і Литви. У литовському місті Тракай, де з XIV століття проживає велика караїмська діаспора, ці пиріжки називаються «къибини».  
У грудні 2018 року традиція приготування караїмських пиріжків стала елементом нематеріальної культурної спадщини України.

## Рецепти

### Автентичний рецепт із сирим баранячим м'ясом

#### Спосіб приготування
1. Просійте борошно в миску і замісіть середньо круте тісто на воді з додаванням солі та дрібно нарізаного сирого баранячого курдючного жиру.
2. Готовому тісту придатайте округлу форму та поставте його у прохолодне місце на 20-30 хвилин.
3. Для начинки дрібно нарубайте баранину сікачем.
4. Потім додайте дрібно нарізану цибулю, сіль та перець за смаком.
5. Додавши 3-4 столові ложки води, ретельно перемішайте суміш.
6. Готове тісто розріжте на шматочки та розкачайте в коржики діаметром приблизно 10-12 см і товщиною 2-2,5 мм кожний.
7. На середину кожного коржа викладіть столову ложку начинки, щільно защіпаються краї, уздовж яких робиться «косичка».
8. У середині пиріжка зробити наскрізні маленькі дірочки з двох сторін, які називають бурун (з караїмської — ніс). Вони слугують для виходу пару і кращого пропікання м'яса. Бризнути підсоленою водою.
9. Викласти на змащену жиром жаровню і поставити у заздалегідь прогріту до 180 градусів духовку на 40 хвилин.
10. Готові пиріжки накрити серветкою і залишити на 10-15 хвилин. Після можна коштувати.

### З баранячими кишками та шлунком
Такий тип пиріжків називається джеги аяклак. Кишки та шлунок потрібно розрізати, вичистити та ретельно вимити. Потім потрібно повністю зварити, порізати на кусочки та зажарити разом із цибулею, сіллю та перцем. Можна також додати бульйон, щоб начинка не була сухою. Запікати при 220-240 градусів 20-30 хвилин. 

### З картоплею
Картоплю, як начинку, використовували менш заможні сім'ї. Можна також було робити пиріжки з м'ясом та картоплею. На 500 г м'яса брали 1-2 картоплини. 

### З твердим та кисломолочним сиром
Такий тип пиріжків називається кавурлган пенир аяклак. Пропорція кисломолочного до твердого сиру на начинку 2 до 1. Потрібно окремо натерти тверидий сир, а кисломолочний перемішати із яйцем. Потім все разом з'єднати та запікати при 200-220 градусів 25-30 хвилин.